# Amanzia Guérillot
Amanzia Ammirata Guérillot (née le 20 avril 1828 à Milan et décédée le 1er décembre 1905 à Boffalora sopra Ticino) était une peintre italienne d'origine française principalement connue pour ses vues et ses natures mortes. Beaucoup de ses œuvres ont été attribuées par erreur à son premier mari, Angelo Inganni.

## Œuvres

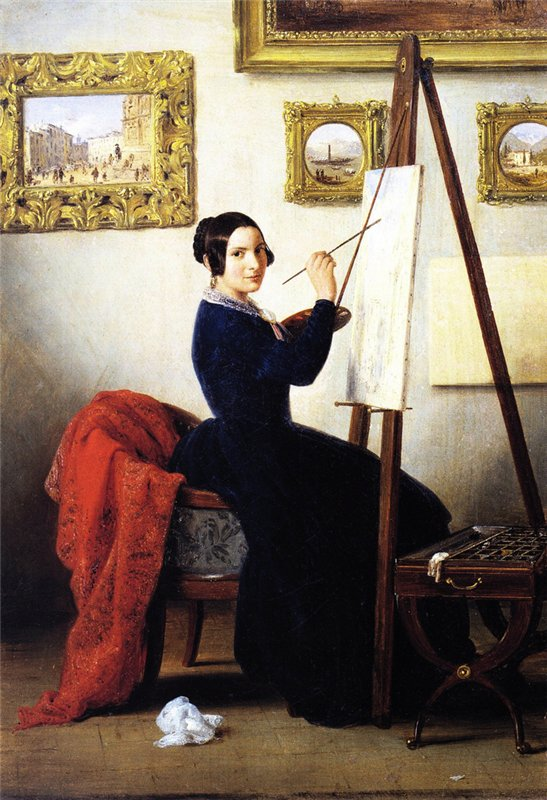
Portrait d'Amanzia Guérillot dans son atelier (1847/1848), par Angelo Inganni.
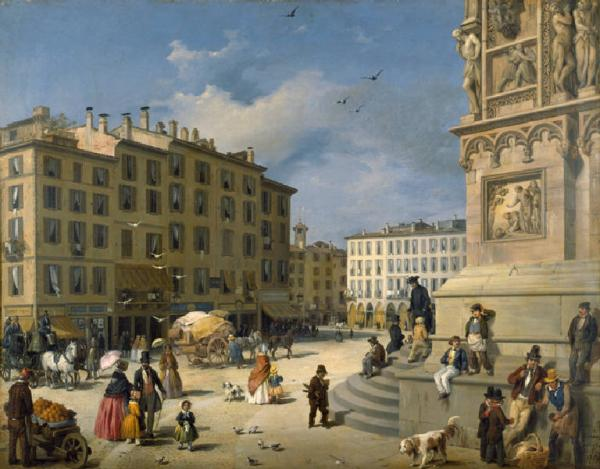
Piazza del Duomo à Milan (vers 1850).